# Хохштадт-ам-Майн
Хохштадт-ам-Майн (нем. Hochstadt am Main) — община в Германии, в земле Бавария.
Подчиняется административному округу Верхняя Франкония. Входит в состав района Лихтенфельс. Подчиняется административному сообществу Хохштадт-Марктцойльн. Население составляет 1674 человека (на 31 декабря 2010 года). Занимает площадь 13,79 км². Региональный шифр — 09 478 127.
Община подразделяется на 7 административных единиц.

## Население
По оценке на 31 декабря 2015 года население общины Хохштадт-ам-Майн составляет 1671 чел. 

| Дата      | 1840 | 1871 | 1900 | 1925 | 1939 | 1950 | 1961 | 1970 | 1987 | 2011 |
| --------- | ---- | ---- | ---- | ---- | ---- | ---- | ---- | ---- | ---- | ---- |
| Население | 757  | 946  | 1026 | 1114 | 1179 | 1870 | 1714 | 1856 | 1679 | 1671 |

| Год       | 1960 | 1970 | 1980 | 1990 | 2000 | 2009 | 2010 | 2011 | 2012 | 2013 | 2014 | 2015 |
| --------- | ---- | ---- | ---- | ---- | ---- | ---- | ---- | ---- | ---- | ---- | ---- | ---- |
| Население | 1717 | 1833 | 1628 | 1713 | 1752 | 1704 | 1674 | 1678 | 1661 | 1694 | 1672 | 1671 |